# Росси, Деррик
Деррик Росси (англ. Derric Rossy; 2 июля 1980 года, Медфорд, Нью-Йорк) — американский боксёр-профессионал, пуэрто-риканского происхождения, выступающий в супертяжёлой весовой категории.

## Профессиональная карьера
Деррик Росси начал профессиональную карьеру 30 сентября 2004 года. Провёл 10 побед подряд, и вышел на титульный поединок, за звание чемпиона штата Нью-Йорк. В 10-раундовом бою Росси победил нокаутом во 2-м раунде, и завоевал титул. Провёл ещё 5 победных боёв, и вышел на ринг против другого непобеждённого американца.

#### Бой с Эдди Чемберсом
В феврале 2007 года состоялся бой двух непобеждённых боксёров Эдди Чемберса и Деррика Росси. На протяжении всего боя, Чемберс был более активен и подвижен, чаще проводил атакующие манёвры, и уклонялся от ударов Росси. В первой половине боя, он произвёл серию ударов, и нанёс рассечение Дерику. Рассечение над правым глазом кровоточило и постепенно глаз начал закрываться. В конце 7-го раунда во время атаки Чемберса рефери, глядя на заметное преимущество Эдди, прекратил поединок.

### 2007—2012
8 мая 2007 года, Росси победил Рональда Беллами, и завоевал интернациональный титул чемпиона по версии WBF.
В августе победил Зака Пейджа, а в январе 2008 года, победил по очкам в 12-раундовом бою, бывшего чемпиона мира, Рея Мёрсера.
В следующей схватке проиграл непобеждённому немцу украинского происхождения, Александру Дмитренко, техническим нокаутом в 5-м раунде.
В 2009 году победил бывшего претендента на чемпионский титул, Карла Дэвида, Драмонда, вновь победил Зака Пейджа.
11 февраля 2011 года вновь встретился с Эдди Чемберсом. В этот раз уступил ему по очкам.
Проиграл в следующем бою начинающему болгарскому боксёру, Кубрату Пулеву.
Через 2 месяца проиграл Морису Харрису техническим нокаутом в 12-м раунде.
В январе 2012 года победил по очкам Ливина Кастильо.
14 ноября 2015 года проиграл единогласно Бермейну Стиверну, но сумел отправить его в нокдаун в 1 раунде.